# Omega Capricorni
Omega Capricorni (Baten Algiedi, 18 Capricorni) é uma estrela na direção da constelação de Capricornus. Possui uma ascensão reta de 20h 51m 49.30s e uma declinação de −26° 55′ 08.9″. Sua magnitude aparente é igual a 4.12. Considerando sua distância de 628 anos-luz em relação à Terra, sua magnitude absoluta é igual a −2.30. Pertence à classe espectral K4III.